# CIK Boksning
CIK Boksning er en dansk bokseklub organiseret som en afdeling af Christianshavns Idræts Klub.
Gennem tresserne skabte klubben et væld af store navne som Tom Bogs, Preben Rasmussen, Lasse Benzon etc. Med disse navne på programmet fyldte man KB Hallen til sidste plads, når der blev afholdt internationale boksestævner.
Louis Olesen var gennem mange år en karismatisk formand for bokseafdelingen. Det er hans fortjeneste, at klubben opbyggede den formue, som de anvendte til erhvervelse af deres nuværende klubhus og træningslokaler. [kilde mangler]
| Sport | Spire Denne artikel om sport er en spire som bør udbygges. Du er velkommen til at hjælpe Wikipedia ved at udvide den. |